# Mario Merola
Mario Merola (Napoli, 6 aprile 1934 – Castellammare di Stabia, 12 novembre 2006) è stato un cantante, attore cinematografico, e personaggio televisivo italiano, considerato come uno degli interpreti più noti della canzone popolaresca napoletana.
Divenne noto come il re della sceneggiata per il suo contributo alla rivalutazione del genere musicale-teatrale della sceneggiata, in auge a Napoli fra la prima guerra mondiale e la seconda guerra mondiale, e per aver conferito a questo genere tipicamente regionale una popolarità e una dimensione oltre i confini regionali, fino a farne un genere cinematografico proprio, divenendone il volto più rappresentativo.

## Biografia

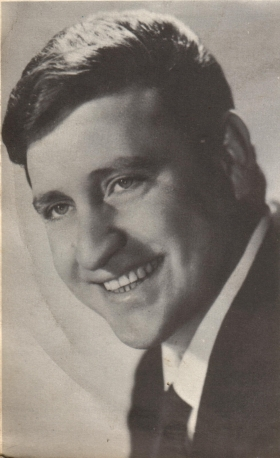
Mario Merola (foto del 1963)

Figlio del ciabattino di strettola Sant'Anna alle Paludi (Mercato), nasce a Napoli il 6 aprile 1934 da Giuseppe (1896-1958) nativo di Maddaloni e da Maddalena Esposito (1898-1971) di Casalnuovo di Napoli. Merola ha un'esperienza sportiva nelle giovanili del Napoli nel ruolo di terzino, gioca prima nel "Pro Carmelo" e poi nel "Portugal", la squadra di calcio dei portuali, che gioca in serie C. Intraprende quindi il lavoro di scaricatore di porto; e in quell'occasione inizia a sviluppare la passione per il canto con l'aiuto del collega Salvatore De Lillo.
Mario Merola era molto devoto di Padre Pio da Pietrelcina. Nel 1961, durante una tournée in Puglia, insieme a un famoso paroliere, lo incontrerà.
Mario Merola era un grande appassionato del Festival di Sanremo, infatti faceva parte del pubblico ogni anno.
Ciro Ippolito, il produttore, sceneggiatore e spesso attore e regista dei film di Merola, in occasione dell'uscita dell'autobiografia di quest'ultimo, ha raccontato un fatto accaduto durante le riprese del film Il mammasantissima. Nel novembre 1978, si fa largo tra la gente una signora anziana e in brutte condizioni di salute che, sotto al braccio della figlia, si mette in prima fila, nessuno fa caso a lei, nemmeno Merola, che saluta tutti e accetta un bacio e un abbraccio dalla signora. Ippolito, che invece aveva fatto caso alla signora, cerca di saperne di più. La vecchietta aveva un male incurabile e aveva chiesto alla figlia di vedere, prima di morire, Mario Merola, infatti questi le "faceva compagnia", "alleviando i suoi dolori" con le sue canzoni e i suoi film. La vecchia signora, una volta tornata a casa muore. Mario, una volta arrivato a casa della defunta, scoppia in lacrime e, insieme a Ciro e al resto della troupe, partecipa ai funerali della donna. Visto che i giornalisti erano venuti a conoscenza della vicenda chiamavano in continuazione per avere informazioni, da cui Ippolito decise di tenere tutto nascosto, poiché, citando le sue parole: «Non me la sentivo di associare al film quest'episodio, bellissimo nella sua poesia ma tristissimo rispetto al film e alla sua lavorazione.»

### Vita privata
Con gli incassi delle prime esibizioni canore riesce a sposare Rosa Serrapiglia (1936-2023), dopo 13 anni di fidanzamento, il 6 aprile 1964 (giorno del suo 30º compleanno), dalla quale avrà tre figli: Michele Roberto (1965), Loredana (1968) e Francesco (1970). Proprio Francesco è stato battezzato dal grande amico di Mario, Franco Franchi, di cui porta anche il nome. Alla morte della cognata Enza Serrapiglia (1933-1972), a causa del cancro, Mario Merola accoglie a casa sua i suoi tre figli.

## Carriera

### Anni cinquanta e sessanta
Nel 1959 Mario Merola sostiene, al Teatro Trianon di Napoli, il concorso per voci nuove. Merola esegue il brano Senza guapparia col quale vince la medaglia d'oro per il 1º premio. Allo stesso concorso conosce Gloriana, allora quindicenne, che arrivò seconda.
La prima esibizione in pubblico di Merola avviene per caso, agli inizi degli anni sessanta: da poco era suonata la sirena della pausa pranzo al porto di Napoli, e Merola, insieme a dei colleghi scaricatori, si diresse nella piazzetta nei pressi della chiesa di Sant'Anna alle Paludi per assistere alla festa in occasione dei festeggiamenti della Madonna. Il cantante che si doveva esibire, Mario Trevi, arrivò alla manifestazione con una decina di minuti di ritardo. In quell'attesa i colleghi di Merola lo invogliarono a salire sul palco ed esibirsi, per la prima volta, davanti a un pubblico.
Nel 1962 Mario Merola incide il suo primo disco, Malufiglio (testi di Alfonso Chiarazzo e musiche di Renato Matassa), con brano inciso per la prima volta nel 1961 da Pino Mauro, raggiungendo una certa fama. Lascia definitivamente il lavoro al porto e, coi primi guadagni, si presenta al Teatro Sirena di Napoli interpretando la sceneggiata Malufiglio.
Con l'etichetta discografica Phonotris, incide, nel 1963, il '45 giri' So nnato carcerato ("Sono nato carcerato") di Alberto Sciotti, Salvatore Cardinale e Raffaele Mallozzi, con cui vince la seconda edizione del festival Pulcinella d'oro. Il trionfo festivaliero gli permette di farsi conoscere da una platea più vasta. Con Alberto Sciotti, Merola registra altri brani nel biennio 1963-1964. La canzone So nnato carcerato (che diventa anche la colonna sonora del film di Roberta Torre, Sud Side Stori) colpisce il pubblico popolare perché è tratta da un vero fatto di cronaca: la vendetta di una moglie che uccide l'assassino del marito. Arrestata in stato interessante, la donna partorisce alcuni mesi dopo in carcere. La donna era Pupetta Maresca. Dal successo della canzone viene anche tratta una sceneggiata, in due tempi e cinque quadri, portata in scena a Napoli con Liliana (figlia del musicista Enrico Cannio e sorella dell'attrice Anna Walter), con Enzo Vitale e con la partecipazione di Tecla Scarano.
In un'intensa attività lavorativa nel corso degli anni sessanta, Merola realizza dischi, si esibisce in spettacoli, matrimoni e feste di piazza, arrivando a essere anche un "talent-scout" (contribuisce tra l'altro alla prima popolarità del giovane Massimo Ranieri). Durante uno spettacolo all'Arena Flegrea il grande Totò gli chiese di prendere la chitarra e di cantargli un po' di canzoni.
Ancora da semi-sconosciuto partecipa, negli Stati Uniti, al concerto tenuto dal suo grande amico, il cantante e attore Claudio Villa.
Nel 1964 debutta al Festival di Napoli con la canzone Doce e' 'o silenzio, in coppia con Elsa Quarta. L'anno successivo sarà la volta di T'aspetto a maggio, con Achille Togliani e Tu stasera si pusilleco, con Enzo Del Forno. Nel 1966 continua la sua partecipazione al Festival di Napoli con le canzoni Femmene e tamorre e Ciento catene, nel 1967 con Allegretto ma non troppo, nel 1968 con Cchiu' forte 'e me e Comm'a 'nu sciummo, nel 1969 con 'O masto, Ciente appuntamente (di cui è autore della musica) e Abbracciame e nel 1970 con 'Nnammurato 'e te! e Chitarra rossa. Dopo la sua ultima volta al Festival nel 1971, vi tornerà trent'anni dopo, nel 2001. In quest'ultima edizione Merola, insieme al figlio Francesco, si esibirà col brano L'urdemo emigrante, arrivando a un totale di otto partecipazioni. Con pianista Dino Fiorentino, il chitarrista Vittorio Orabona e il batterista Oreste Fiscale, Mario Merola si è esibito nella commedia musicale (sceneggiata napoletana) al Teatro 2000.

### Anni settanta

Mario Merola e Maurizio Costanzo dal programma Rai Acquario del 1979.

Nel 1973 partecipa alla Piedigrotta: Le nuove Canzoni di Napoli col brano Madonna Verde di (Schiano - Esposito).
Tra gli anni settanta e ottanta rilancia, in televisione e nelle 'tournée' fuori Napoli, la tradizionale sceneggiata, un canovaccio teatrale ispirato a una canzone del repertorio popolare e di solito basato sul triangolo "isso, essa e 'o malamente" (lui, lei e il mascalzone).
Parallelamente inizia un'attività di attore cinematografico in produzioni ispirate a storie di cronaca nera (Sgarro alla camorra) o alle consuete sceneggiate (Lacrime napulitane).
Si cimenta anche come compositore, infatti è autore della musica di alcuni brani tra i quali: Ciente appuntamente (1969), Passione eterna (1972) ed Eternamente tua (1973), tre dei suoi cavalli di battaglia. Enzo di Domenico, il compositore dei brani sopra citati, per Merola, compose e scrisse diversi brani nel corso degli anni. Brani che sono diventati grandi successi di Merola, da cui nacquero anche sceneggiate. Tra le tante: Spusalizio 'e marenaro (con testo di Giovanni Marigliano), 'A dolce vita, 'E brillante da Madonna, 'O segno e zorro, 'O puveriello, 'A canzone de rose, 'O criminale, Medaglia d'oro, Sentenza 'e morte, 'O capo, 'O sgarro e tanti altri.
Debutta al cinema nel 1973 con il film Sgarro alla camorra, nel ruolo di Andrea Staiano e con Franco Acampora, Enzo Cannavale, Giuseppe Anatrelli, Sarò Urzì e Pietro De Vico, per la regia di Ettore Maria Fizzarotti. 

L'attività cinematografica viene ripresa nel 1978, quando viene chiamato dal regista Alfonso Brescia e da Ciro Ippolito per interpretare tre film: L'ultimo guappo, nel ruolo di don Francesco Aliprandi e con Walter Ricciardi, Luciano Catenacci e Nunzio Gallo; Napoli... serenata calibro 9, dove interpreta don Salvatore Savastano, un uomo che cerca vendetta per l'assassinio della moglie e del figlio, con Ria De Simone, Nunzio Gallo, Lucio Montanaro e Leopoldo Mastelloni; Il mammasantissima, dove è don Vincenzo Tramontano, affiancato da Malisa Longo, Biagio Pelligra e Nunzio Gallo.
Del biennio '78-'79 fanno parte anche: Da Corleone a Brooklyn, dove interpreta il boss Michele Barresi, film diretto da Umberto Lenzi che lo vede in coppia con Maurizio Merli; I contrabbandieri di Santa Lucia, dove ritorna a essere diretto da Alfonso Brescia, che lo vede nei panni di don Francesco Autiero, boss di quartiere che si occupa del contrabbando di sigarette, e con Antonio Sabàto e Jeff Blynn; Sbirro, la tua legge è lenta... la mia... no!, dove ritorna la coppia Merola-Merli con alla regia Stelvio Massi, e Napoli... la camorra sfida e la città risponde, dove interpreta il commerciante Francesco Gargiulo che, insieme ad altri commercianti, si ribella alla camorra e al pizzo che loro chiedono e perciò i camorristi distruggono quello che ha: prima l'incendio al cantiere, poi l'aggressione al figlio e lo stupro della nuora, e il figlio rinchiuso in ospedale psichiatrico; il film vede tra gli interpreti anche Ciro Ippolito, Antonio Sabàto, Liana Trouché e Walter Ricciardi e alla regia Alfonso Brescia.
Queste pellicole sono film d'azione che intrecciano il nuovo filone del poliziottesco alla tradizione della sceneggiata napoletana. Merola interpreta i ruoli del boss e del guappo, mentre nei drammi più tradizionali incarna le figure di padri e mariti alle prese con tradimenti di vario genere.
Nel gennaio 1977 Mario Merola e altri artisti italiani, tra cui Luciano Pavarotti, vengono ricevuti alla Casa Bianca da esponenti politici statunitensi tra cui il presidente Gerald Ford e il segretario di stato Henry Kissinger. Era una festa ufficiale, Merola rappresentava la canzone classica napoletana e si esibì con le più belle canzoni napoletane per un'ora. Lo stesso Merola raccontò che durante il viaggio in pullman da New York a Washington si sedette vicino a Luciano Pavarotti, e i due iniziarono a parlare di musica napoletana; Pavarotti disse a Merola che, tornati in Italia, avrebbero inciso insieme un disco di canzoni napoletane che avrebbero cantato a un suo concerto a Modena. Il tutto saltò perché i due artisti, pur non sapendolo, per la festa alla Casa Bianca avevano preparato le stesse canzoni, e quindi Pavarotti, che si esibì subito dopo Merola, si trovò in difficoltà. Da quel momento in poi i due non si incontrarono mai più.
Nel 1978 a Mario Merola fu chiesto il pizzo dalla camorra; dopo il suo rifiuto, i camorristi spararono sul portone di casa sua. In questa occasione fu aiutato dai contrabbandieri.

#### Zappatore
Tra le sceneggiate portate in teatro da Mario Merola quella che ha lasciato un'impronta di rilievo nella carriera dell'attore è Zappatore, rappresentazione originaria del 1930, diretta da Gustavo Serena, tratta dal brano omonimo scritto da Libero Bovio e musicato dal maestro Ferdinando Albano. Esattamente 50 anni dopo, lasso di tempo in cui la sceneggiata ebbe alterne fortune, il regista Alfonso Brescia decide di riportare al cinema la sceneggiata dirigendo il film Zappatore, con Mario Merola, Regina Bianchi e Aldo Giuffré. Il film registrerà un incasso di sei miliardi di lire.

### Anni ottanta

Mario Merola durante uno spettacolo a Milano nel 1982

Proseguono le apparizioni televisive e gli spettacoli fuori dall'Italia, sia nel resto d'Europa che in Nord America, in particolare per il pubblico di origine italiana. È ospite al Festival di Sanremo 1981 cantando il brano Chiamate Napoli 081, mentre nell'edizione 1983 esegue Facitela Sunna e sarà ospite anche in altre occasioni nel corso degli anni. Negli anni ottanta riscuote successo il brano Chiamate Napoli 081, scritto dal maestro Eduardo Alfieri e dal prefetto Giuseppe Giordano, inseritosi tra le canzoni con cui il pubblico lo identifica, insieme a Guapparia e Zappatore.
Nel 1980 recita in teatro nella sceneggiata Zappatore: oltre allo stesso Merola fanno parte del cast artisti come Gloria Christian, Pamela Paris, Gianni Schember, Ernesto Mahieux, Rosa Miranda e Tilde De Spirito.
L'attività dell'attore continua, portando sul grande schermo La tua vita per mio figlio (1980), dove interpreta il ruolo di Francesco Accardo, un ex malavitoso, accanto a Maria Fiore e Rik Battaglia. L'anno dopo, nel film Napoli, Palermo, New York - Il triangolo della camorra, Gennaro Savarese è nuovamente un ex malavitoso che cerca giustizia per la morte della moglie. In questi ultimi due film ritrova l'attore Antonio Sabàto. Il film è l'ultimo del genere poliziottesco/sceneggiata e, in seguito, l'attore si cimenterà nelle tradizionali sceneggiate: Zappatore e Carcerato, interpretando, in quest'ultima, il ruolo di Francesco Improta, accusato ingiustamente di omicidio e incarcerato. Regista dei quattro film è Alfonso Brescia. Lo stesso anno, Lacrime napulitane, scritto, prodotto e diretto da Ciro Ippolito, sembra essere un rifacimento di Catene di Raffaello Matarazzo, ma con l'aggiunta di più brani musicali. Seguono poi I figli... so' pezzi 'e core, basato sul brano e sulla sceneggiata teatrale 'E figlie di Bovio-Albano. Merola è Tommaso Maffettone, un uomo onesto, che, nel giro di pochi giorni, perde la moglie e a cui viene tolto il figlio, dal padre naturale. Del cast fanno parte Anna Maria Ackermann, Carlo Giuffré, Anna Walter, Ivan Rassimov, Rosalia Maggio, Ernst Thole e Clara Colosimo. Tradimento e Giuramento vedono come protagonisti la coppia Mario Merola/Nino D'Angelo. Qui si chiude, dopo 12 film, la collaborazione tra Merola e il regista Alfonso Brescia.
Del 1984 sono gli ultimi due ruoli da protagonista, nel film Torna, in coppia con Agostina Belli nei ruoli di Salvatore e Angela e in Guapparia, film che si basa sulla canzone omonima di Bovio-Falvo, dove Merola è il boss del quartiere Sanità; la regia di entrambi i film è di Stelvio Massi.
Dopo l'interpretazione in Guapparia cala il sipario sulla carriera cinematografia di Mario Merola, che non interpreterà più ruoli da protagonista e, per rivederlo in un ruolo cinematografico, si dovrà attendere il 1999 quando è tra gli interpreti del film Cient'anne di Ninì Grassia.
Nel 1989, l'anno in cui Mario Merola festeggiò 30 anni di carriera, la Rai aveva pensato di realizzare un programma intitolato I 30 di Merola - La storia, la musica, per festeggiarlo. Il progetto fu accantonato perché in quell'anno Merola fu accusato di associazione mafiosa; successivamente fu prosciolto da ogni accusa, ma il progetto non fu più ripreso.

### Anni novanta

Mario Merola con Johnny Dorelli e Ornella Muti durante Premiatissima nel 1984.

Nel 1992, in occasione del 42º Festival di Sanremo, Umberto Balsamo scrisse il brano Stupidi da far interpretare a Mario Merola. Quest'ultimo, visto le polemiche che circondavano il Festival quell'anno, decise di non presentare il brano. In occasione del Festival di Sanremo 1994, insieme a Nilla Pizzi, Wess, Wilma Goich, Manuela Villa, Tony Santagata, Jimmy Fontana, Gianni Nazzaro, Lando Fiorini, Rosanna Fratello e Giuseppe Cionfoli, Merola fece parte del gruppo Squadra Italia, costituitosi per l'evento, e interpretò il brano Una vecchia canzone italiana. Insieme incisero un disco dall'omonimo titolo contenente 12 brani, uno dei quali cantato insieme e gli altri singolarmente da ogni membro del gruppo; Merola per l'occasione interpretò il brano inedito Acqua salata blu.
Nel resto degli anni novanta è vicino alle prime esperienze canore di Gigi D'Alessio, il quale gli dedicherà poi la canzone Cient'anne! ("Cento anni!"), scritta con Vincenzo D'Agostino e incisa nel 1992; sempre nello stesso anno incide il brano Futteténne ("Fregatene") insieme al cantautore Cristiano Malgioglio; la canzone, scritta da Roberto Carlos, fu adattata in italiano dallo stesso Malgioglio.
Nel 1995, poi, ottiene un buon successo con il ritorno della sceneggiata ’O zappatore di Libero Bovio. Recita anche al Teatro Sannazaro nel musical Napoli 1944, con la regia di Rino Marcelli nato da un’idea di Luisa Conte ottenendo anche qui un grande successo. Sempre nello stesso anno fa parte del cast del film TV Corsia preferenziale e dal 1998 partecipa alla soap opera Un posto al sole, nel ruolo del boss Tommaso Morraca.
Negli anni novanta riprende la sua figura di "talent-scout" per aiutare giovani cantanti facendoli esibire con suoi successi ai suoi concerti: Antonio Ottaiano, Valentina Stella, Ida Rendano, Giovanna De Sio, Luca Nasti, Lello Fiore, Tony Colombo, Flavio Fierro, Gianni Di Giovanni, Veronica Li Causi e Nello Amato.
Nel 1997 Merola partecipa, insieme a Enrico Montesano, Giancarlo Magalli, Milly Carlucci, Fausto Leali e Amii Stewart, alla conduzione di Fantastico Enrico/Fantastico chi?/Fantastico 13 su Rai Uno. In tale programma, abbinato alla Lotteria Italia, Merola insieme ad Enrico Montesano e a Milly Carlucci recita in alcune piccole parodie della sceneggiata napoletana, dove i tre invitavano gli spettatori ad acquistare i biglietti della Lotteria Italia.
Nel 1999 interpreta il film Cient'anne, insieme a Gigi D'Alessio e con Giorgio Mastrota e George Hilton, diretto da Ninì Grassia.

### Anni duemila
Nel 2000 partecipa come attore, ritornando al cinema dopo 16 anni, al film di Roberta Torre Sud Side Stori, interpretando il ruolo di Re Vulcano e "duellando" musicalmente con Little Tony, quest'ultimo nel ruolo di king of rock'n roll.
Nel 2001 prende parte al Concerto di Primavera tenutosi al Taj Mahal Casinò di Atlantic City, insieme al figlio Francesco, Anna Calemme, Mino Reitano e Little Tony. Partecipa e vince al Festival di Napoli, col figlio Francesco Merola, con la canzone L'urdemo emigrante (testo di M. Guida - G. Quirito e musica di G. e V. Campagnoli).
Sempre nel 2001 presenta il programma in diretta Piazzetta Merola sull'emittente satellitare "Napoli International" che mandò in onda il programma in tutta Europa e, da metà edizione, anche negli Stati Uniti e in Australia. La prima edizione del programma iniziò il 26 ottobre 2001 e si concluse nel 2002 dopo diverse prime serate. Merola nella prima edizione fu accompagnato da Raffaella De Simone, Ida Rendano, Titty Fusco, Flavio Fierro, Gerardo Pinto e Gianni Glori, lo show vedeva anche "l'angolo del lotto", curato da Ciro Riemma. Nel corso della trasmissione ci furono anche altri ospiti, tutti si esibirono con brani della canzone classica napoletana. La trasmissione proseguirà di stagione in stagione sino alla scomparsa dell'artista.
Nel 2003 dà la voce al personaggio di Vincenzone nel film di animazione Totò Sapore e la magica storia della pizza di Maurizio Forestieri.

In questi anni si esibisce in tutto il mondo insieme al figlio Francesco, anch'egli interprete e musicista.

Verso la fine del 2004 ritorna, dopo 10 anni, a interpretare una sceneggiata: debutta infatti a Napoli con I figli di Libero Bovio.
Il 26 novembre 2005, insieme ai colleghi Bruno Venturini, Mario Trevi e Antonello Rondi, viene nominato Cavaliere dell'Ordine di Malta. Nello stesso anno è ospite in molte puntate di Buona Domenica dove recita alcune brevi sceneggiate, si esibisce con Rita Siani nel brano Cu' mme e presenta Il suo libro Napoli solo andata... Il mio lungo viaggio, scritto con il giornalista Geo Nocchetti.
Affiancato ancora dal figlio Francesco, nel 2005 è a teatro con il recital Il lungo viaggio continua, una rivisitazione del grande repertorio della canzone classica napoletana, dove Mario Merola si racconta attraverso le sue canzoni. La tournée del "lungo viaggio" prosegue nel 2006 prima di interrompersi per l'aggravarsi delle sue condizioni di salute.

#### 40-45-70eMerola Day
Il 5 aprile 2004 Mario Merola festeggia i suoi 40 anni di matrimonio, 45 anni di carriera e il suo 70º compleanno ripreso dalle telecamere. I festeggiamenti si svolgono al grand hotel "La Sonrisa" (luogo dal quale viene trasmesso ogni anno il programma Napoli prima e dopo) e vi prendono parte colleghi e amici che si esibiscono in vari brani napoletani. Tra gli artisti che si esibiscono vi sono Raffaella De Simone, Mariano Apicella, Gigi Finizio, Mario Da Vinci e Mario Trevi. Per l'occasione viene premiato dalla regione Campania per essere stato uno dei più grandi interpreti della "canzone classica napoletana".
I festeggiamenti continuano il 19 settembre con il concerto Merola Day, condotto da Mario Merola, Mariano Piscopo e Silvia Grassi, tenutosi alla Stazione Marittima di Napoli, con la presenza di circa 100.000 persone, ripreso dall'emittente televisiva Napoli Canale 21 e trasmesso radiofonicamente da Radio Kiss Kiss Italia.
Per l'occasione sono presenti vari colleghi del mondo dello spettacolo come: Il Giardino dei Semplici, Tullio De Piscopo, Mariano Apicella, Luca Sepe, Leopoldo Mastelloni e Alessandro Siani. Per l'occasione sono presenti esponenti politici campani come il presidente della regione Campania Antonio Bassolino e il presidente della provincia di Napoli Dino Di Palma.

### La morte

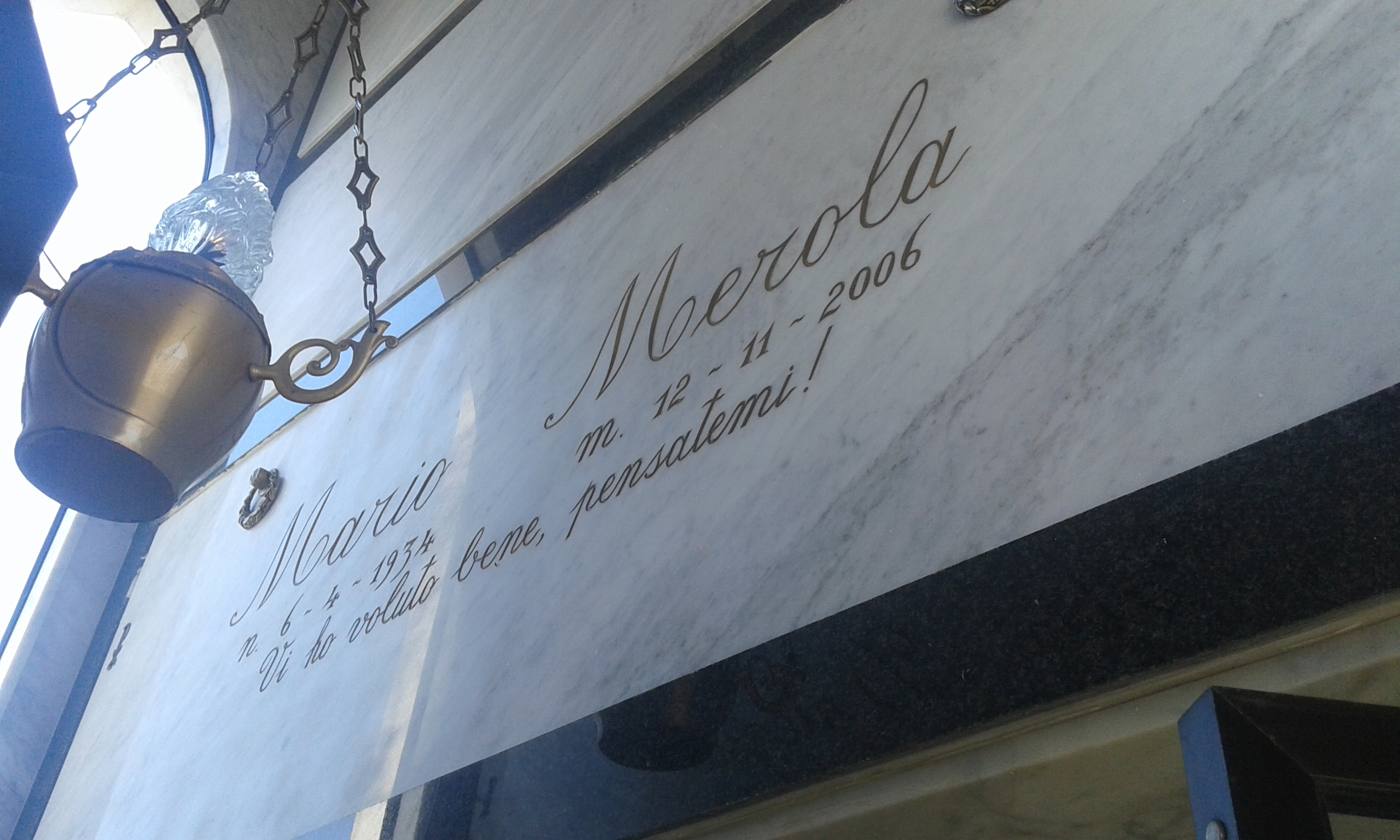
La tomba di Mario Merola che recita l'epitaffio: Vi ho voluto bene, pensatemi! nella cappella privata di Gigi D'Alessio nel cimitero di Poggioreale a Napoli.

Il 7 novembre 2006 Mario Merola viene ricoverato in rianimazione presso l'ospedale San Leonardo di Castellammare di Stabia dopo aver mangiato delle cozze crude. Il 12 novembre Merola muore per arresto cardiocircolatorio, nello stesso ospedale, all'età di 72 anni.

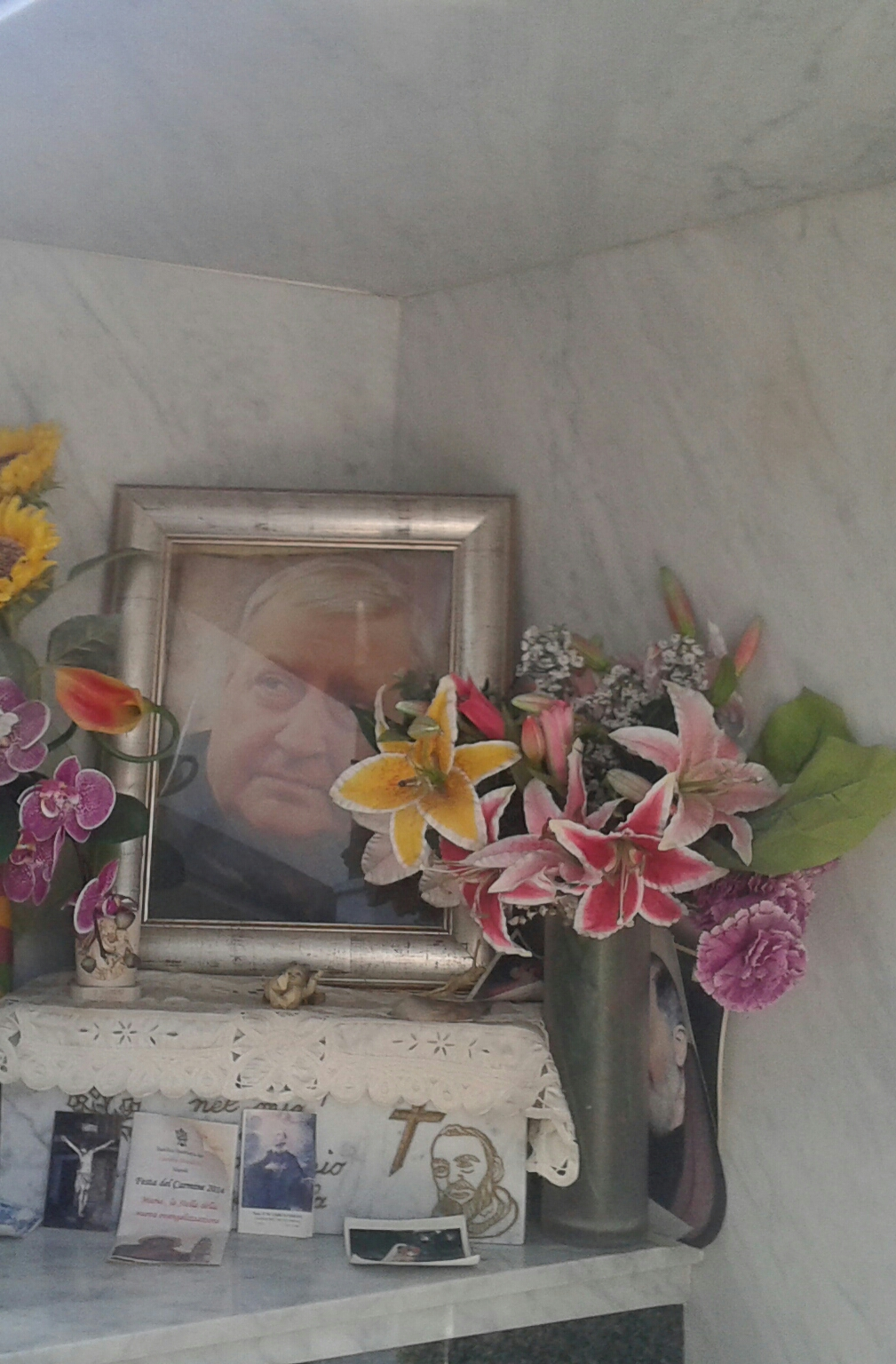
La tomba di Mario Merola.

 I funerali si svolgono il 14 novembre 2006 a Napoli, nella basilica santuario di Santa Maria del Carmine Maggiore, la stessa dove Merola si era sposato. Durante l'omelia, celebrata da padre Alfredo Di Cerbo, il parroco ha detto: La vita di Merola è stata vissuta e cantata nei suoi colori più umani, il Signore avrà accolto in Paradiso Mario, anche per ogni volta che le sue note hanno toccato il cuore di qualcuno, aiutando a scegliere la pace e il bene. Presenti le autorità politiche, i colleghi e, nella piazza antistante la chiesa, circa 40.000 persone, almeno la metà delle persone presenti seguirà in processione il feretro fino al cimitero monumentale di Napoli dove l'artista è sepolto.
Sui manifesti funebri, affissi nelle strade di Napoli, si leggeva: «È mancato l'artista del popolo, il grande Mario Merola». Mario Merola è sepolto in una cappella privata accanto ai genitori di Gigi D'Alessio, che l'aveva sempre considerato un suo familiare.

### I precedenti ricoveri
Già in passato parenti e ammiratori di Mario Merola avevano temuto per la salute dell'artista. Nel 1997 Merola entrò in coma farmacologico quando fu ricoverato per tre settimane presso l'ospedale Vecchio Pellegrini di Napoli.
Il cantante avverte i primi sintomi di malessere il 12 gennaio 1997 a Milano, accusando freddo e stanchezza. Le partecipazioni a trasmissioni TV e matrimoni dove canta vanno bene. Pur avendo riposato, tuttavia, le sue condizioni non migliorano affatto. La mattina dopo torna a Napoli, ma non va all'ospedale e decide di farsi curare a casa da un medico. Ma quest'ultimo non capisce cosa possa avere Merola, e le iniezioni che gli fa non solo non hanno alcun rimedio ma danneggiano gravemente un rene al cantante. La mattina del 20 gennaio, Merola non ce la fa più e chiede ai figli di portarlo all'ospedale. Rimarrà in coma farmacologico per due settimane e, per la prima volta, gli viene indotto il sonno tramite farmaci. Nella sua autobiografia racconta anche che durante il coma ha visto Padre Pio; Mario lo narra così: In mezzo ad un giardino pieno di verde un monaco mi sorride. Quando mi avvicino mi dice: "Non ti preoccupare, sto qua io". Io lo guardo meglio: Padre Pio, Padre Pio, allora te si arrecurdate 'o veramente di quando ti venni a trovare!. Durante il ricovero in ospedale migliaia di fan aspettarono la ripresa dell'artista davanti all'ospedale. Quello fu l'episodio più preoccupante dal momento che la crisi cardio-respiratoria fece temere il peggio.
Nel maggio del 2001 e poi nel 2005 ci furono altri due ricoveri. In occasione dei suoi 70 anni, festeggiati con un concerto, il Merola Day, al porto di Napoli, il 19 settembre 2004, fu lo stesso cantante a ironizzare sui suoi frequenti ricoveri in ospedale: "Una festa da vivo, per fortuna - disse in quell'occasione - anche perché‚ se ero morto che sfizio c'era? Meglio che me lo prendo ora questo premio, no?".

### Vicende finanziarie e giudiziarie
Come da lui stesso dichiarato nella sua autobiografia Napoli solo andata... Il mio lungo viaggio, Merola ebbe il vizio delle donne e del gioco d'azzardo: dal 1975 al 1995 dichiara di aver perso una somma che si avvicina ai quaranta miliardi di lire.
Nel 1983, a Merola viene inviato un avviso di garanzia con la quale si ipotizzava il reato di associazione per delinquere a scopo camorristico. La notizia fece molto scalpore, Merola fu raggiunto dai giornalisti ad Alcamo dove si stava esibendo con la sua compagnia, Merola commentò così: Sono innocente, ho la coscienza a posto. Sono fetenzie, cose brutte che fanno male a Napoli, non possono rovinare così la mia famiglia e la mia carriera per cose che non esistono, io con la camorra non c'entro niente. Si arrabbiò anche con i giornalisti dicendo: Sì sono alla ricerca di un avvocato per querelare i giornalisti, non mi dovevano mettere in prima pagina per una cosa amarissima, sulle prime pagine mi devono mettere quando porto la sceneggiata in giro per il mondo e faccio onore alla mia Napoli. In seguito Mario Merola fu prosciolto da ogni accusa a suo carico.
Nel 1989 Merola è nuovamente sotto accusa, questa volta Giovanni Falcone inviò un avviso di garanzia a lui e al collega Franco Franchi, nell'ambito dell'inchiesta che avrebbe portato al cosiddetto Maxiprocesso quater: sia Merola che Franchi erano accusati di associazione mafiosa. L'inchiesta scaturì dalle rivelazioni del pentito Antonio Calderone. Mario Merola fu interrogato da Giovanni Falcone stesso che in seguito prosciolse i due artisti da ogni accusa.

## Omaggi

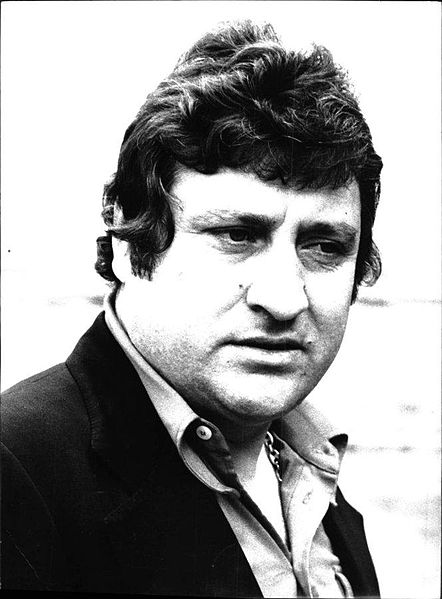
Mario Merola

Hugo Race nel 2004 pubblica The Merola Matrix, un album di 16 brani in cui Race usa la voce di vecchi brani e anche alcune scene di film di Merola facendone un misto tra la sua musica e quella dell'artista partenopeo.
Nel 2005 il cantante neomelodico Mauro Nardi incide l'album Mauro Nardi canta Mario Merola dove interpreta 14 brani non appartenenti al genere neomelodico, ma alla canzone classica napoletana, successi di Merola che Nardi omaggia eseguendoli.
A Mario Merola alcuni neomelodici hanno dedicato diversi brani, tra i quali: Faje parte e chesta storia, Grande Merola, Al Re Merola, Maestro Merola.
Nel 2008 viene inaugurato a Napoli il ristorante-museo Felicissima sera, intitolato al mito di Mario Merola. Il locale corredato da foto, oggetti, dischi, poster, abiti di scena, lettere, copertine e titoli di giornali del cantante, è nato grazie ai figli dell'artista Roberto e Francesco, da Mimmo e Valentino Manna e con la collaborazione al design di Nadia Wanderlingh. Tra le foto che ritraggono Merola ci sono quelle con Diego Armando Maradona, Mike Bongiorno, Franco Franchi, Ornella Muti, Johnny Dorelli, Vittorio Gassman e Adriano Celentano. Nel locale c'è anche una lettera scritta a Merola da Eduardo De Filippo datata 29 ottobre 1976.
Nel 2009 al cantante, nel quartiere napoletano di Sant'Anna alle Paludi, viene innalzata una lapide in busto celebrativa. La lapide, creata dallo scultore Domenico Sepe, recita: a Mario Merola ambasciatore della canzone napoletana nel mondo.
Il 18 settembre 2010, allo Stadio San Ciro di Portici, si è tenuto il Primo memorial Mario Merola. Il concerto ha visto la partecipazione tra gli altri di: Francesco Merola, Sal da Vinci, Gianni Fiorellino, Mario Da Vinci, Valentina Stella, Gigi Finizio, Tullio De Piscopo, Gloriana e Gigi D'Alessio.
Nel novembre 2011 si è tenuto a Vigevano il Raduno in onore del re della sceneggiata Mario Merola, un concerto in onore di Merola che ha radunato molti dei suoi fan da tutta Europa.
Il 17 giugno 2018 il disc jockey italiano di origine inglese Mr. Phil pubblica l'album strumentale Neomelodicgangstabeats, formato da dieci tracce strumentali realizzate esclusivamente con campioni neomelodici napoletani degli anni settanta e ottanta. In copertina sono presenti i volti di Mario Merola e Mario Trevi.
Il 21 ottobre 2024 è stato presentato, in anteprima, alla Festa del cinema di Roma, nella sezione Freestyle - Arts, il docufilm Il re di Napoli - Storia e leggenda di Mario Merola, regia di Massimo Ferrari.

## Discografia

### Album in studio

Mario Merola nel 1982

- 1967 – Mario Merola (Zeus, BE 0015)
- 1967 – Mario Merola (Zeus, BE 0016)
- 1967 – Mario Merola (Zeus, BE 0019)
- 1967 – Mario Merola (Zeus, BE 0020)
- 1969 – Mario Merola (Hello Records, HR 1010, ristampato nel 1975 come Volume primo, Hello, ZSEL 55404)
- 1971 – Merola canta Libero Bovio (Hello Records, HR 1019, ristampato nel 1975 come Classiche napoletane Vol. 6 - Merola canta Libero Bovio, Hello, ZSEL 55411)
- 1972 – Passione eterna (West Record, WLP 101)
- 1972 – 'O vendicatore (West record, WLP 103)
- 1973 – Madonna verde (Storm, BR 002; ristampa del 1975: ZSLTM 55401)
- 1973 – Eternamente tua (Storm, BR 003; ristampa del 1975: ZSLTM 55402)
- 1973 – Tribunale (Storm, BR 004; ristampa del 1975: ZSLTM 55403)
- 1973 – Canzoni 'nziste (Ri-Fi Record, ST 19154)
- 1975 – 'O Clan d''e napulitane (Storm, ZSLTM 55400)
- 1975 – Si chesta è 'a legge (Storm, ZSLTM 55461)
- 1975 – Mario Merola Vol. 2 (Hello, ZSEL 55405)
- 1975 – Mario Merola Vol. 3 (Hello, ZKEL 55407)
- 1975 – Volume 4° (Hello Records, ZSEL 55408)
- 1975 – Classiche napoletane Vol. 5 - Merola canta E.A. Mario (Hello, ZSEL 55410)
- 1975 – 5 sceneggiate cantate da Mario Merola (Hello, ZSEL 55436, riedito anche come 6 sceneggiate cantate da Mario Merola)
- 1975 – Vol. 5º (Hello, ZSEL 55441)
- 1975 – Carcerato (Pop, PK 31611-2/Storm, TM 55474)
- 1976 – Zappatore (Sirio, LP 00214)
- 1977 – Legge d'onore (Lineavis, LV 3376)
- 1977 – Licenza 'e carcerato (Storm, ZSLTM 55453)
- 1978 – Canta Napoli (Joker - International Joker Production, SM 4179)
- 1978 – 6 sceneggiate (Storm, TM 55460)
- 1979 – Ave Maria (D.V. More Record)
- 1980 – Zappatore sceneggiata (Hello, ZSEL 55466)
- 1980 – 'A dolce vita (Lineavis, LV 3302)
- 1980 – Zappatore (D.V. More Record)
- 1981 – Chiamate Napoli... 081 (Storm,  ZKSTM 55472)
- 1982 – Lacrime napulitane (Hello Records, MC 9208 - Arpa, LP 751)
- 1983 – Maronna mia (Storm, ZSLTM 55485)
- 1983 – Napule, Nà (Hello Records, ZSEL 55478)
- 1984 – Brinneso (Arpa Record, BK 75903)
- 1985 – E' bello 'o magna' (Arpa, BK 75926)
- 1989 – Se permettete le canto io/'O comandante (MEA SoundV, LP 664 / VLP 665)
- 1989 – 'O Comandante (Mea Sound)
- 1989 – 'O mare 'e margellina (Zeus, ZS 0052)
- 1990 – Cuore di Napoli (D.V. More Record)
- 1990 – Trasmette Napoli (Mea Sound, VLP 682)
- 1993 - 'A Città e Pullecenella (Mea sound)
- 1993 - Cient'anne (Mea sound)
- 1994 – Tangentopoli (Mea Sound, VMC 767)
- 1997 – 'E figlie... (D.V. More Record)
- 1997 – Lacrime napulitane (D.V. More Record)
- 1997 – Carcerato (D.V. More Record)
- 1997 – Guapparia (D.V. More Record)
- 1998 – Malommo (Replay)
- 2000 – Guaglione 'e malavita - Mario Merola e Pino Mauro
- 2001 – Malavicina (Mea Sound, MEACD 112)
- 2004 – Auguri vita mia (Mea Sound)
- 2005 – Gelosia (D.V. More Record)
- 2005 – Dicite all'avvocato

### Split album
- 1972 – Cumpagne ‘e cella (con Mario Trevi, West record, WLP 104)
- 1973 – Napoli amara (con Pino Mauro, Ri-Fi Record, REL-ST 19160)
- 1973 – Napoli verace (con Pino Mauro, Penny, REL-ST 19171)
- 1973 – Mario Merola e Giulietta Sacco (Zeus)
- 1975 – Mario Merola e Pino Mauro (con Pino Mauro, Hello, ZSEL 55413)
- 1978 – Comme Se Canta A Napule! Vol. 2 (con Pino Mauro, Hello, ZSEL 55458)
- 1978 – Comme Se Canta A Napule! Vol. 3 (con Angela Luce, Hello, ZSEL 55459)
- 1982 – 'O primmo giuramento Vol.1 (con Pino Marchese)

### Album dal vivo
- 2004 – Mario Merola 40-45-70 (D.V. More Record)
- 2005 – Merola insieme (con il figlio Francesco) (Mea Sound)

### Raccolte
- 1982 – 'O rre d' 'a sceneggiata (Storm, ZSLTM 55477)
- 1988 – Ciao paisà (D.V. More Record)
- 1990 – 14 successi (Duck Record)
- 1991 – Tutto Merola vol. 1 (Bideri)
- 1991 – Tutto Merola vol. 2 (Bideri)
- 1993 – 'A sciurara (Zeus, ZS 0222)
- 1993 – Quattro mura (Alpha Records, CD AR 7052)
- 1999 – Melodie napoletane (D.V. More Record)
- 2000 – Tutto Merola vol.1/I grandi classici (Bideri)
- 2000 – Tutto Merola vol.2/I grandi successi (Bideri)
- 2001 – Quattro mura (Fonotil)
- 2002 – Disco d'oro vol. 1 (D.V. More Record, MRCD 4269)
- 2002 – Disco d'oro vol. 2 (D.V. More Record, MRCD 4270)
- 2002 – Da Napoli con amore (D.V. More Record)
- 2003 – Malommo (Replay Music)
- 2003 – Monografie napoletane vol. 7 Mario Merola (Duck Record, GRCD-E 6365)
- 2003 – Monografie napoletane vol. 8 Mario Merola (Duck Record, GRCD-E 6366)
- 2003 – Monografie napoletane vol. 9 Mario Merola (Duck Record, GRCD-E 6367)
- 2003 – Cuore di Napoli (D.V. More Record)
- 2004 – Chella d''e rrose (D.V. More Record)
- 2004 – Mario Merola contiene medley (D.V. More Record)
- 2004 – Cient'anne (D.V. More Record)
- 2004 – Mario Merola - Storia della canzone napoletana (Retro Gold)
- 2004 – Mario Merola canta Napoli (Joker)
- 2005 – I protagonisti vol. 2 (D.V. More Record)
- 2005 – 'A peggio offesa sta 'ncoppa all'onore (Nuova Canaria)
- 2005 – Bella Napoli vol. 2 (D.V. More Record)
- 2005 – Numero 1 (D.V. More Record)
- 2005 – Cinematografo (MR. Music)
- 2005 – I miei festival di Napoli (Cristiani Music Italy)
- 2005 – Napoli ieri e oggi (D.V. More Record)
- 2005 – 'A Fede (D.V. More Record)
- 2005 – Disco oro (MR Music)
- 2005 – Due in uno: La sceneggiata Mario Merola & Nino D'Angelo (Nuova Canaria)
- 2005 – Napoli (D.V. More Record)
- 2005 – A città 'e Pulecenella - Tangentopoli (MR Music)
- 2005 – Collezione (Disco Più)
- 2005 – Quatt'anne ammore (D.V. More Record)
- 2005 – O'Rre da sceneggiata (MR Music)
- 2005 – Napule ca se ne va (MR Music)
- 2005 – Mario Merola the classic collection (Azzurra Music)
- 2006 – Carosello napoletano (MR Music)
- 2006 – Giuramento (Duck Record)
- 2006 – Napoli prima e dopo 45 successi - Mario Merola, Nino D'Angelo, Gigi D'Alessio (D.V. More Record)
- 2006 – I grandi successi (Music Time)
- 2007 – Core 'e Napule Mario Merola & Nino D'Angelo (Saar Srl, Cd 8525)
- 2007 – Antologia sonora della canzone napoletana (cofanetti 2, 3, 4, 5, 7, 8, 9, 13, 14 e 15, Phonotype)
- 2008 – 'A collezione 1 - 'O mare 'e margellina (Zeus, ZS 0052)
- 2008 – 'A collezione 2 - 'A sciurara (Zeus, ZS 0222)
- 2008 – 'A collezione 3 - Malommo (Zeus, ZS 2062)
- 2008 – 'A collezione 4 - Surriento d' 'e nnammurate (Zeus, ZS 2112)
- 2008 – 'A collezione 5 - Fantasia (Zeus, ZS 2122)
- 2008 – 'A collezione 6 - Comm' 'a 'nu sciummo (Zeus, ZS 2132)
- 2008 – Gli Indimenticabili vol. 2 Mario Merola (Nuova Canaria)
- 2008 – Malu Figlio - Mario Merola & Pino Marchese (Nuova Canaria)
- 2008 – Amori e tradimenti (Nuova Canaria)
- 2008 – So' nnato carcerato (Nuova Canaria)
- 2009 – La tradizione. La sceneggiata (Lucky Planets)
- 2009 – I miei successi (Zeus)
- 2010 – Canta Napoli 10 (Joker)
- 2010 – Il meglio di Mario Merola (Joker)
- 2010 – Senza guapparia (Fonotil)
- 2010 – Cinematografo (Phonotype, CD 0240)
- 2011 – Viva Napoli vol. 3 (Phonotype, CD 0035)
- 2013 – Le sceneggiate di Mario Merola (Replay Music)
- 2017 – Mario Merola The Best (Mea Sound)

### Partecipazioni
- 1992 – Futtetenne (Sony), di Cristiano Malgioglio, con il brano Futtetenne (Carlos - Malgioglio)
- 1992 – Lasciatemi cantare (G.D.S.), di Gigi D'Alessio, con il brano Cient'Anne (D'Alessio - D'Agostino)
- 1994 – Una vecchia canzone italiana (con il gruppo Squadra Italia) (Pravo Music)
- 2003 – Napoli - Antologia della canzone napoletana (Retro Gold)
- 2006 – Dedicanto (Cristiani music Italy per TroTro srl), di Francesco Merola, con i brani Sotto lo stesso Cielo, Cient'Anne (D'Alessio - D'Agostino) e L'urdemo emigrante (V. e G. Campagnoli - Guida - Quirito)

### Singoli
- 1962 – Malufiglio/L'urdemo avvertimento (Deafon, CT 001)
- 1962 – Scugnezziello/'O primmo giuramento (Deafon, CT 004)
- 1963 – So' nnato carcerato/Quatt'anne ammore (Phonotris, CS 5001)
- 1963 – Femmena nera/L'ultima buscia (Phonotris, CS 5002)
- 1963 – Dicite all'avvocato/Nun ce sarrà dimane (Phonotris, CS 5007)
- 1963 – Quatto mura/Gelusia d'ammore (Phonotris, CS 5008)
- 1963 – Se cagnata 'a scena/Amici (Phonotris, CS 5009)
- 1963 – 'O primmo giuramento/Scugnezziello (Phonotris, CS 5010)
- 1963 – L'urdemo bicchiere/Velo niro (Phonotris, CS 5019)
- 1963 – Tu me lasse/Malommo (Phonotris, CS 5020)
- 1964 – Malommo/Tu me lasse (Zeus, BE 117)
- 1964 – 'A fede (l'urdemo bicchiere)/Velo niro (Zeus, BE 118)
- 1964 – Canciello 'e cunvento/Dduje sciure arancio (Zeus, BE 121)
- 1964 – Rosa 'nfamità/Nu poco 'e tutte cose (Zeus, BE 125)
- 1964 – Doce è 'o silenzio/'Mbrellino 'e seta (Zeus, BE 126)
- 1964 – Suonno 'e cancelle/Ddoje vote carcerato (Zeus, BE 132)
- 1964 – 'O zampugnaro/Acale 'e scelle (Zeus, BE 133)
- 1964 – Te chiammavo Maria/Schiavo senza catene (Zeus, BE 134)
- 1964 – 'A sciurara/Se ne ghiuta (Zeus, BE 137)
- 1965 – Tu stasera sì Pusilleco/T'aspetto a maggio (Zeus, BE 144)
- 1965 – Legge d'onore/Parola d'onore (Zeus, BE 148)
- 1966 – 'Nu capriccio/'A prucessione (Zeus, BE 178)
- 1966 – L'ultima 'nfamità/Carmela Spina (Zeus, BE 179)
- 1966 – Canzona marinaresca/'Nu capriccio (Zeus, BE 180)
- 1966 – Scetate/'O zampugnaro (Zeus, BE 181)
- 1966 – Core furastiero/Carmela Spina (Zeus, BE 182)
- 1966 – Pusilleco addiruso/L'ultima 'nfamità (Zeus, BE 183)
- 1966 – 'O mare 'e Margellina/Surdate (Zeus, BE 184)
- 1966 – Canzona marinaresca/Pusilleco addiruso (Zeus, BE 185)
- 1966 – Femmene e tammorre/Dipende a te (Zeus, BE 188)
- 1966 – Ciento catene/Tengo a mamma ca m'aspetta (Zeus, BE 189)
- 1966 – E bonanotte 'a sposa/Mamma schiavona (Zeus, BE 195)
- 1966 – 'A voce 'e mamma/Surriento d''e 'nnammurate (Zeus, BE 196)
- 1967 – 'A bandiera/Senza guapparia (Zeus, BE 199)
- 1967 – Allegretto...ma non troppo/'E vvarchetelle (Zeus, BE 203)
- 1967 – Freva 'e gelusia/N'ata passione (Zeus, BE 204)
- 1967 – 'E quatte vie/Luna dispettosa (Zeus, BE 207)
- 1967 – Dal Vesuvio con amore/Fantasia (Zeus, BE 212)
- 1968 – Ammanettato/Mamma schiavona (Zeus, BE 221)
- 1968 – Malaspina/Bonanotte 'a sposa (Zeus, BE 222)
- 1968 – Comm' 'a 'nu sciummo/Malasera (Zeus, BE 224)
- 1968 – Cchiù forte 'e me/Uocchie 'e mare (Zeus, BE 225)
- 1969 – 'O pitturiello 'nnammurato/'A volpe (Hello, HR 9016)
- 1969 – Ciente appuntamente/Capricciusella (Hello, HR 9019)
- 1969 – Abbracciame/Mare...! Mare...! (Hello, HR 9020)
- 1969 – 'O Milurdino/Signora 'nfamità (Hello, HR 9022)
- 1970 – 'Na santa guapparia/Miracolo d'ammore (Hello, HR 9023)
- 1970 – Nnammurato 'e te!/'O giurnale (Hello, HR 9025)
- 1970 – Chitarra rossa/Salutammela (Hello, HR 9027)
- 1970 – L'Urdema Carta/Chella d"o terzo piano (Hello, HR 9034)
- 1970 – Eternamente tua/Chi s'annammora 'e te (Edibi, EDF 111000)
- 1971 – 'A camorra/Amico, permettete! (Hello, HR 9041)
- 1971 – Stella nera/Cielo e mare (Hello, HR 9056)
- 1971 – Via nova/Ddoje serenate (Hello, HR 9069)
- 1971 – Chitarra Tragica/A Montevergine (Hello, HR 9070)
- 1972 – 'O Festino/'A Legge (Hello, HR 9079)
- 1972 – Lacreme Napulitane/Tatonno se nne va (Hello, HR 9082)
- 1972 – Mamma addò stà/Chiove (Hello, HR 9085)
- 1972 – 'A bravura/'A congiura (Hello, HR 9101)
- 1972 – Passione eterna/'A dolce vita (Arlecchino, ARL 3001)
- 1973 – Madonna verde/N'ata passione (Storm, SR 703)
- 1973 – Busciarda amata/Cantata paesana (Storm, SR 704)
- 1973 – Duorme mammà/Fore 'o chalet (Storm, SR 705)
- 1973 – S'e' ammaturata a nespola/'A corsa tris (Storm, SR 706)
- 1974 – Mafia e camorra/'O pregiudicato (Storm, SR 712)
- 1974 – Eternamente tua/Chi s'annammora 'e te (Storm, SR 713)
- 1975 – 'E figlie/Tribunale (Storm, SR 715)
- 1975 – Inferno d'ammore/Vagabondo d'o mare (Edibi, ZEDB 50238)
- 1976 – E tu chi sì?.../Russo Gennaro (Storm, ZTM 50495)
- 1979 – Napoli serenata calibro 9/Vuto 'e guappo (Storm, GR 730)
- 1981 – Chiamate Napoli 081/Ninna nanna napulitana (Storm, ZTM 50506)
- 1981 – Ave Maria/Napoli canta Napoli (Storm, ZTM 50507)

## Partecipazioni a manifestazioni canore

### Festival di Napoli
- 1964
  - Doce è 'o silenzio (Acampora - Martingano) con Elsa Quarta, 12º Festival della Canzone Napoletana - non finalista[68]
- 1965
  - T'aspetto a Maggio (Dura - Scuotto - Esposito) con Achille Togliani, 13º Festival della Canzone Napoletana - 7º posto[68]
  - Tu stasera si pusilleco (Amato - E. Buonafede) con Enzo Del Forno, 13º Festival della Canzone Napoletana - non finalista[68]
- 1966
  - Ciento catene (Chiarazzo - Ruocco) con Maria Paris, 14º Festival della Canzone Napoletana - 6º posto[68]
  - Femmene e Tamorre (E. Bonagura - Lumini) con Daisy Lumini, 14º Festival della Canzone Napoletana - non finalista[68]
- 1967
  - Freve 'e gelusia (Chiarazzo - Pelligiano) con Maria Paris, 15º Festival della Canzone Napoletana - 7º posto[68]
  - Allegretto ma non troppo (De Crescenzo - D'Annibale) con Mario Abbate, 15º Festival della Canzone Napoletana - 13º posto[68]
- 1968
  - Cchiu' forte 'e me (U. Martucci - Colosimo - Landi) con Ben Venuti, 16º Festival della Canzone Napoletana - non finalista[68]
  - Comm'a nu sciummo (Barrucci - Gregoretti - C. Esposito) con Mario Trevi, 16º Festival della Canzone Napoletana - non finalista[68]
- 1969
  - 'O Masto (Pelliggiano - Mammone - De Caro - Petrucci) con Antonio Buonomo, 17º Festival della Canzone Napoletana - 5º Posto[68]
  - Ciento Appuntamente (Di Domenico - Esposito - Langella - Falsetti) con Luciano Rondinella, 17º Festival della Canzone Napoletana - 7º posto[68]
  - Abbracciame (Romeo - Dura - Troia) con Giulietta Sacco, 17º Festival della Canzone Napoletana - 13º posto[68]
- 1970
  - Chitarra Rossa (Russo - V. - S. Mazzocco) con Mirna Doris, 18º Festival della Canzone Napoletana - 5º posto[68]
  - 'Nnammurato 'e te! (Fiorini - Schiano) con Luciano Rondinella, 18º Festival della Canzone Napoletana - 6º posto[68]
  - 'O guastafeste (Moxedano - Colucci - Sorrentino - Cofra) con Luciano Rondinella, 18º Festival della Canzone Napoletana - 12º posto[68]
- 1971
  - Doveva presentare Stella Nera (Russo - Genta) con Luciano Rondinella, 19º Festival della Canzone Napoletana - trasmissione sospesa per motivi organizzativi[68]
- 2001
  - Ll'urdemo emigrante (V. Campagnoli - G. Campagnoli - M. Guida - G. Quirito) con Francesco Merola, 24º Festival della Canzone Napoletana - 1º Posto/Vincitore

### Festival di Sanremo
- 1994
  - Una Vecchia Canzone Italiana (Stefano Jurgens - Marcello Marrocchi) Squadra Italia con Nilla Pizzi, Manuela Villa, Jimmy Fontana, Gianni Nazzaro, Wilma Goich, Wess, Giuseppe Cionfoli, Tony Santagata, Lando Fiorini e Rosanna Fratello, 44º Festival della Canzone Italiana - 19º posto[29]

## Filmografia

### Cinema
- Sgarro alla camorra, regia di Ettore Maria Fizzarotti (1973)
- L'ultimo guappo, regia di Alfonso Brescia (1978)

Mario Merola e Michele Esposito nel film I figli... so' pezzi 'e core, regia di Alfonso Brescia (1981)

- Napoli... serenata calibro 9, regia di Alfonso Brescia (1978)
- Il mammasantissima, regia di Alfonso Brescia (1979)
- Da Corleone a Brooklyn, regia di Umberto Lenzi (1979)
- I contrabbandieri di Santa Lucia, regia di Alfonso Brescia (1979)
- Sbirro, la tua legge è lenta... la mia... no!, regia di Stelvio Massi (1979)
- Napoli... la camorra sfida, la città risponde, regia di Alfonso Brescia (1979)
- Zappatore, regia di Alfonso Brescia (1980)
- La tua vita per mio figlio, regia di Alfonso Brescia (1980)
- Carcerato, regia di Alfonso Brescia (1981)

Mario Merola nel film Guapparia, regia di Stelvio Massi (1984)

- Napoli, Palermo, New York - Il triangolo della camorra, regia di Alfonso Brescia (1981)
- I figli... so' pezzi 'e core, regia di Alfonso Brescia (1981)
- Lacrime napulitane, regia di Ciro Ippolito (1981)
- Tradimento, regia di Alfonso Brescia (1982)
- Giuramento, regia di Alfonso Brescia (1982)
- Torna, regia di Stelvio Massi (1984)
- Guapparia, regia di Stelvio Massi (1984)
- Cient'anne, regia di Ninì Grassia (1999)
- Sud Side Stori, regia di Roberta Torre (2000)
- Come inguaiammo il cinema italiano - La vera storia di Franco e Ciccio – documentario (2004)
- Il re di Napoli - Storia e leggenda di Mario Merola, regia di Massimo Ferrari – documentario (2024)

### Televisione
- Un uomo da ridere, regia di Lucio Fulci – miniserie TV, 2 episodi (1980)
- Un posto al sole – serie TV, dalla puntata 571 alla puntata 604 (1999)

### Speciale
- Mario Merola 40-45-70 (2004)
- Merola Day (2004)

## Televisione

### Conduzioni televisive

Mario Merola e Beppe Grillo nel 1982

- Fantastico Enrico/Fantastico chi?/Fantastico 13 (Rai 1, 1997)
- Bentornato Merola, collegamento da Cronaca in diretta (Rai 2, 1997)
- Piazzetta Merola (Napoli international-Tele A, 2001-2006)
- Merola Day (Napoli Canale 21, 2004)

### Doppiaggio
- Totò Sapore e la magica storia della pizza, (cartone animato), voce di Vincenzone (2003)

## Doppiatori italiani
- Giuseppe Rinaldi in Sgarro alla camorra, L'ultimo guappo, Napoli... serenata calibro 9, Il mammasantissima, Da Corleone a Brooklyn

## Libri
- Mario Merola e Geo Nocchetti, Napoli solo andata... Il mio lungo viaggio, Sperling & Kupfer, 2005.